# 兰辛 (纽约州)
兰辛（英語：Lansing）是美国纽约州湯普金斯郡的一个城镇。 2010年人口普查时人口为11333人。 该镇以约翰·兰辛命名。 兰辛的定居者是密歇根州兰辛的早期居民，并以家乡的名字命名; 它后来将成为一个城市和密歇根州的首府。
兰辛镇内有一个名叫兰辛的村庄。 该镇位于县城北部边界，伊萨卡市以北。
2014年12月，兰辛镇理事会一致通过了承认免于家庭暴力作为一项基本人权的决议。